# Lukáš Hronek
Lukáš Hronek (* 30. května 1982) je bývalý český hokejový brankář, mládežnický reprezentant a hráčský agent.
Většinu kariéry strávil ve Slavii, jejíž je odchovancem a za kterou v září 2001 poprvé nastoupil v extralize. Mezi jeho další působiště patřily Liberec, Litvínov, Chomutov, Jihlava, Beroun, Havlíčkův Brod a Břeclav, kam byl posílán ze Slavie na hostování. V roce 2007 se stal hráčem prvoligové Komety Brno, odkud byl po převedení extraligové licence poslán na hostování do prvoligové Kadaně. V extralize celkem zasáhl do 125 utkání, 65 přidal v 1. lize. Jeho posledním angažmá byla Nitra, hrající slovenskou extraligu v sezóně 2010/2011. Po konci hráčské kariéry kariéry se stal hráčským agentem společnosti Alvo Sports Management. Jeho otec Josef Hronek je taktéž bývalý hokejový brankář, který působil ve Slavii Praha v letech 1972–1976.

## Hráčská kariéra
- 2001/2002 HC Slavia Praha, HC Bílí Tygři Liberec (E)
- 2002/2003 HC Slavia Praha, HC Chemopetrol Litvínov (E), KLH Chomutov, HC Berounští Medvědi (1. liga)
- 2003/2004 HC Slavia Praha (E), HC Dukla Jihlava (1. liga)
- 2004/2005 HC Dukla Jihlava (E), HC Slavia Praha (E)
- 2005/2006 HC Slavia Praha (E), HC Berounští Medvědi (1. liga)
- 2006/2007 HC Slavia Praha (E), HC Rebel Havlíčkův Brod (1. liga)
- 2007/2008 HC Kometa Brno (1. liga)
- 2008/2009 HC Kometa Brno (1. liga)
- 2009/2010 HC Kometa Brno (E) – poslán na hostování do SK Kadaň (1. liga)
- 2010/2011 HK Ardo Nitra (slovenská extraliga)